# Rodný dům Adalberta Stiftera
Rodný dům Adalberta Stiftera, česko-rakouského spisovatele, v Palackého ulici čp. 21 je památkově chráněná budova v Horní Plané v okrese Český Krumlov

## Historický vývoj
Dům v Palackého ulici 21 v Horní Plané byl postaven v polovině 17. století a do začátku 20. století se v domě vystřídalo šest generací Stifterova rodu. V sedmé generaci rodu se v domě narodil 23. října 1805 syn Adalbert, pozdější významný česko-rakouský básník, spisovatel a malíř. Vzpomínky na dětství a pobyt v rodné obci se výrazně odrazily v jeho románovém díle. Na domě byla 25. srpna 1868 spisovateli odhalena pamětní deska z bílého tyrolského mramoru. Dne 9. listopadu 1910 zakoupila dům obec. V roce 1934 dům vyhořel. Při opravách byl interiér zrekonstruován do původní podoby a v domě byla umístěna obecní knihovna a jeden byt. V roce 1956 byly zahájeny obsahové práce na zřízení muzejního památníku pod vedením zástupce Státního ústavu památkové péče a ochrany přírody Hugo Rokyty a ředitele Vlastivědného muzea (dnes Regionální muzeum) v Českém Krumlově Jana Huleše. Podle jejich libreta byl interiér instalován v intencích autobiografického spisovatelova díla Z kroniky mého rodu. Stavební práce na objektu byly zahájeny v roce 1958 a 23. října 1960 byla expozice slavnostně otevřena. Na domě byla odhalena druhá pamětní deska spisovatele, tentokrát ze šumavské žuly. V přízemí domu je od roku 2005 dvojjazyčná expozice zaměřená na Stifterův osobní a tvůrčí vztah k rodné Horní Plané a Šumavě. V ostatních prostorách domu a v blízkém okolí jsou každoročně pořádány krátkodobé sezonní výstavy a různé kulturní, národopisné a společenské akce. Expozice v domku je pobočkou Regionálního muzea v Českém Krumlově.

## Popis
Rodný dům Adalberta Stiftera je situován na nároží křižovatky ulic Palackého, A. Stiftera a V Domkách. Jde o přízemní stavbu z poloviny 17. století, která je zakončena sedlovou polovalbovou střechou krytou šindelem. V průčelí jsou tři příčníková okna, ve štítě dva kruhové větrací otvory. V boční jižní stěně jsou čtyři okna a vchod s kamenným ostěním. Celý areál sestává z budovy a dvora domu čp. 21, bývalých chlívků, ohradní zdi s branou a předzahrádky. Obytný dům uzavírá areál ze severozápadní strany a rozprostírá se na téměř obdélném půdorysu.
Předsíň je dvakrát lomená s trámovým stropem. Vlevo je vstup do velké světnice s kachlovými kamny a záklepkovým stropem. Z velké světnice je vstup do menší místnosti s jedním oknem. Další místnosti se nacházejí dalšími vstupy z předsíně a z předsíně je též vstup na uzavřený dvorek. Po schodech nahoru je výstup do prvního patra. Cenná je především zachovaná dispozice domu i celého areálu, včetně jednotlivých stavebně historických konstrukcí, jako například valená či traverzová klenba, trámové stropy, cihlová podlaha či segmentové záklenky oken. Z památkového hlediska je cenný rovněž zachovaný dymník bývalé černé kuchyně či osvětlovací krbeček (loučník) v hlavní světnici.